# Bluff City (Kansas)
Bluff City es una ciudad ubicada en el condado de Harper en el estado estadounidense de Kansas. En el año 2010 tenía una población de 65 habitantes y una densidad poblacional de 46,43 personas por km².

## Geografía
Bluff City se encuentra ubicada en las coordenadas 37°4′32″N 97°52′31″O / 37.07556, -97.87528 (37.075671, -97.875376).

## Demografía
Según la Oficina del Censo en 2000 los ingresos medios por hogar en la localidad eran de $20,625 y los ingresos medios por familia eran $31,458. Los hombres tenían unos ingresos medios de $28,750 frente a los $10,417 para las mujeres. La renta per cápita para la localidad era de $10,030. Alrededor del 12.7% de la población estaban por debajo del umbral de pobreza.